# العضو التناسلي الأنثوي: إعلان الاستقلال (كتاب)
العضو التناسلي الأنثوي: إعلان الاستقلال هو كتاب نسائي صدر عام 1998 لإنغا موسسيو، دعا إلى كسر الحدود بين النساء والجنس. في ذلك، يأمل الكاتب في عكس الدلالات السلبية للأنوثة. تتناول الكتب مواضيع مثل الطمث والاغتصاب والمنافسة بين النساء.
تم وضع الكتاب في المرتبة السادسة في قائمة «الكتب المثالية الأكثر مبيعًا» في مايو 2000 من مجلة كيرف. أعطت المجلة العمل مراجعة إيجابية وأوصت بها لقرائها. وأشارت إلى أهميته للمرأة والنسوية. ووصفت هيرجيزون الكتاب بأنه يضمن قراءة ممتعة وهو من أفضل الكتب في مجال الحركة النسوية والجسد الأنثوي، وتلقى الكتاب مراجعة نقدية من الناشرون الأسبوعية.
ألهمت Cunt (العضو التناسلي الأنثوي) حركة تدعى Cuntfest، احتفالاً بالنساء وعقدت أحداث Cuntfest مع العديد من الفنانين في مدن مختلفة في الولايات المتحدة بعد نشر الكتاب. أصبح الكتاب جزءًا هامًا من الموجة النسوية الثالثة، وكان مطلوبًا للقراءة في دورة حول صحة المرأة في جامعة فرجينيا.

## تاريخ النشر
العضو التناسلي الأنثوي: نشر إعلان الاستقلال لأول مرة في عام 1998 من الكاتب سيل بريس.تم إصدار طبعة ثانية موسعة من قبل نفس الناشر في عام 2002. تم كتابة مقدمة الطبعة الثانية من الكتاب من قبل المثقفة الجنسية بيتي دودسون.صدرت الطبعة الثانية مرة أخرى من قبل الناشر في عام 2005.

## ملخص المحتوى
يبدأ موسكيو بمناقشة أصول مصطلح المهبل. بحيث أنه يشير إلى أن المهبل هو مصطلح طبي يشير إلى جزء محدد من الأعضاء التناسلية الأنثوية، بينما يشير «العضو التناسلي النسوي»، على الرغم من استخدامه السلبي للغاية، إلى «الحزمة الكاملة» للأنثوية. وتوضح أن كلمة «مهبل» هي كلمة قوية في ويأتي من «غمد السيف» بمعنى الكلمة اللاتينية، ويخلص إلى أنها «ليست مهبلية».
القسم التالي من الكتاب يناقش كيف أن النساء يشعرن بالخجل من الحيض، وغالباً ما يقال أن الألم وعدم الراحة التي يواجهنها هي «كل ما في رؤوسهم»، وأن المرأة تحتاج للاستحمام كل يوم لتجنب الإحراج الشديد من الرائحة مثل الدم. وصفت موسشيو تجربتها الخاصة مع فئة التربية الجنسية في المدارس الابتدائية، حيث تم إرسال الأولاد إلى الخارج للعب البيسبول، بينما شاهدت الفتيات شريط فيديو مثيرًا للسخرية عن «الغموض المليء بالحباء». كما أنها تهاجم الشركات التي تنتج منتجات «النظافة النسائية» المزعومة لإدامة هذه الارتباطات السلبية ولارتفاع تكاليف هذه المنتجات. موسشيو يدعو إلى خلق صورة إيجابية عن بدء الإحاضة، وذلك باستخدام التقويمات القمر لتعريف نفسه مع الإيقاعات البيولوجية، وقراءة بيبي ذات الجورب الطويل، و «قدوة الفائقة في علم غرامة قبول أنفسنا.» كما يقترح الكتاب بدائل للوسادات والسدادات، مثل الإسفنج البحري وأكواب الحيض.
بعد ذلك يأتي موضوع تحديد النسل. تحكي موسشيو قصص الإجهاض الثلاثة التي حصلت عليها خلال حياتها: إجهاضان سريريان وإجهاض ذاتي واحد. توصف عمليات الإجهاض السريرية بأنها تجارب مؤلمة وغير شخصية صممها الرجال من أجل النساء. إن الإجهاض الناجم عن الذات، عن طريق الأعشاب المجهضة، وتدليك البطن، وما إلى ذلك يُدعى بأنه أفضل من الإجهاض السريري. تناقش موسكيو أيضاً كيف أن طرق تحديد النسل للنساء يمكن أن تكون مزعجة وحتى ضارة جسديًا، وبدلاً من ذلك توصي باستخدام الواقي الذكري كأحد أشكال الولادة الرئيسية.
ثم تتعمق موسشيو في تاريخ الدعارة، مشيرة إلى أعمال الناشطة كارول كوين حول معاملة هؤلاء النساء في العصور القديمة، عندما كانت البغايا مقدسة لبعض الأديان. والحاجة إلى النساء لاستعادة 'Whoredom' والعمل على إنهاء الوصمة المحيطة به.
دليل Cuntlovin يشير إلى الكون في الجزء الخلفي من الكتاب وهو فهرس للمعلومات حول جميع المواضيع التي يغطيها الكتاب.
تشرح كلمة ثانية طويلة في الطبعة الثانية ردود فعل الآخرين على الكتاب، وتناقش أيضًا دور ووضع النساء في حقوق المرأة وحقوق المثليين، وهو موضوع أغفلته في الطبعة الأولى.

## الموضوعات
لاحظت كابيتال تايمز أن الكتاب يتناول مواضيع تمكين النوع الاجتماعي واحترام الذات بين النساء.

## الاستقبال
Cunt: تم وضع إعلان الاستقلال في المرتبة السادسة في قائمة «الكتب المثالية الأكثر مبيعاً» في مايو 2000 من مجلة كيرف.أعطت المجلة العمل مراجعة إيجابية وأوصت بها لقرائها.كتبت راشيل بيبر من كيرف: «بعيداً عن المهزلة، يأخذ هذا الكتاب نظرة جادة ومرحة في أكثر أجزاء جسمنا خصوصية.»كتبت أن الكتاب كان تعليمًا عن القواسم المشتركة بين النساء.
من وراء ظهورنا استعرض الكتاب والكاتب ميشيل: "لقد كان هذا الكتاب يعني الكثير بالنسبة لي، وقد ساعد بالفعل في تشكيل من أنا كشخص وامرأة."وضع ميشيل الكتاب في سياقه باعتباره مهمًا خاصة على النساء: "بالنسبة لي، هذا الكتاب هو شبه مقدس والكتاب المقدس حقيقي من الأنوثة المستقلة لنفسي وغيرها من النساء الشابات".اختتمت ميشيل مراجعتها بملاحظة: "في الكثير من النقاط في هذا الكتاب، لا سيما الأجزاء حول صورة الجسد والاستمناء، هذه غالباً ما تكون أفضل النقاط في الكتاب - الحكايات الحكيمة من شقيقة أكبر سنا تدرّس جيلاً، ثم تشكك في ذلك الجيل، وتجعل هذا الجيل يتساءل عن نفسه.
وقد استعرضت الصحفية هيرندون ويندي باربر الكتاب ووصفته بأنه «قراءة مبهجة ومثيرة للتفكير حول علاقتنا بأجسادنا، وعلى وجه الخصوص دورنا.» كتب باربر أن كونت «هو واحد من أفضل الكتب النسوية حول الأنثى. والجسم كذلك» أنها قرأت بعد أجساد النساء، حكمة المرأة.
تلقى الكتاب مراجعة نقدية في الناشرون الأسبوعيون. وصفت المراجعة العمل بأنه «تمرين ذاتي في الاستصلاح النسوي». أعربت مجلة الناشرون الأسبوعيون عن أسفها؛ لأن التدفق الهيكلي للكتاب قد أعاقه «الاستطراد بالمقامرة» و «النثر الناري». وخلص الاستعراض: «على الرغم من أن هذا العمل قد يشكل تحركًا نحو قبول النساء لأنفسهن وأجسادهن، إلا أنه خطوة صغيرة جدًا.»

## الأثر
تلقى إنغا موسكيو بريدًا كراهيكًا بعد نشر Cunt، كما تم نشر قدر أكبر من بريد الكراهية بعد كتابها التالي سيرة ذاتية لشيطان أزرق العينين: حياتي وأوقات في مجتمع إمبريالي عنصري.
ألهم الكتاب حركة تدعى Cuntfest، واحتفل بالنساء، وتم عقد فعاليات Cuntfest مع العديد من الفنانين في مدن مختلفة في الولايات المتحدة بعد نشر الكتاب.
بحلول الوقت الذي وصل فيه الكتاب إلى طبعته الثانية، أصبح من الأمور المهمة في الحركة النسوية للموجة الثالثة.كان مطلوباً من كونت القراءة كجزء من مجموعة مختارة من وجهات نظر النسوية من الموجة الثالثة في دورة حول صحة المرأة في جامعة فرجينيا.

## قراءات إضافية
- Barber، Wendy (1 يناير 2001). "Cunt: A Declaration of Independence; Inga Muscio". Herizons – عبر HighBeam Research.
- Lee، Michelle (1 يوليو 2003). "Cunt: A Declaration of Independence (expanded and updated second edition) by Inga Muscio. Book Review". off our backs – عبر HighBeam Research.

## وصلات خارجية
- Cunt: A Declaration of Independence, at website of author Inga Muscio